# Eugenio di Württemberg (1820)
Eugenio di Württemberg (in tedesco Herzog Wilhelm Eugen Alexander Erdmann von Württemberg; Karlsruhe, 25 dicembre 1820 – 8 gennaio 1875) è stato un nobile tedesco.

## Biografia
Eugenio nacque a Karlsruhe, secondogenito e primo figlio maschio del duca Eugenio di Württemberg (figlio del duca Federico Eugenio di Württemberg e della principessa Luisa di Stolberg-Gedern) e di sua moglie, la principessa Matilde di Waldeck e Pyrmont (figlia di Giorgio I, principe di Waldeck e Pyrmont, e della principessa Augusta di Schwarzburg-Sondershausen).
Eugenio fu comandante dell'8° Ussari della Vestfalia.
Il 15 luglio 1843 a Bückeburg sposò la principessa Matilde di Schaumburg-Lippe, figlia di Giorgio Guglielmo, principe di Schaumburg-Lippe, e della principessa Ida di Waldeck e Pyrmont.
Morì all'età di 54 anni. Al momento della sua morte era secondo nella linea al trono del Württemberg dopo il principe Guglielmo (futuro re Guglielmo II).

## Discendenza
Dalla moglie Matilde di Schaumburg-Lippe, Eugenio ebbe tre figli:
- Guglielmina di Württemberg (11 luglio 1844 - 24 aprile 1892): sposò nel 1868 il duca Nicola di Württemberg; non ebbero figli.
- Eugenio di Württemberg (20 agosto 1846 - 27 gennaio 1877): sposò nel 1874 la granduchessa Vera Constantinovna di Russia; ebbero figli
- Paolina di Württemberg (11 aprile 1854-23 aprile 1914): sposò nel 1880 il dottor Hans Melchor Ottokar Willim; ebbero figli.

## Ascendenza
|                                         |                                                 |                                                        | Genitori                                      |  |  | Nonni |  |  | Bisnonni                              |  |  | Trisnonni                             |  |
|                                         |                                                 |                                                        |                                               |  |  |       |  |  | 8. Federico II Eugenio di Württemberg |  |  | 16. Carlo I Alessandro di Württemberg |  |
|                                         |                                                 |                                                        |                                               |  |  |       |  |  | 8. Federico II Eugenio di Württemberg |  |  | 16. Carlo I Alessandro di Württemberg |  |
|                                         |                                                 | 17. Maria Augusta di Thurn und Taxis                   |                                               |  |  |       |  |  | 8. Federico II Eugenio di Württemberg |  |  |                                       |  |
| 4. Eugenio Federico di Württemberg      |                                                 |                                                        |                                               |  |  |       |  |  | 8. Federico II Eugenio di Württemberg |  |  |                                       |  |
|                                         |                                                 | 9. Federica Dorotea di Brandeburgo-Schwedt             | 18. Federico Guglielmo di Brandeburgo-Schwedt |  |  |       |  |  |                                       |  |  |                                       |  |
|                                         |                                                 | 9. Federica Dorotea di Brandeburgo-Schwedt             | 18. Federico Guglielmo di Brandeburgo-Schwedt |  |  |       |  |  |                                       |  |  |                                       |  |
|                                         |                                                 | 9. Federica Dorotea di Brandeburgo-Schwedt             | 19. Sofia Dorotea di Prussia                  |  |  |       |  |  |                                       |  |  |                                       |  |
| 2. Eugenio di Württemberg               |                                                 | 9. Federica Dorotea di Brandeburgo-Schwedt             |                                               |  |  |       |  |  |                                       |  |  |                                       |  |
|                                         |                                                 | 10. Cristiano Carlo di Stolberg-Gedern                 | 20. Federico Carlo di Stolberg-Gedern         |  |  |       |  |  |                                       |  |  |                                       |  |
|                                         |                                                 | 10. Cristiano Carlo di Stolberg-Gedern                 | 20. Federico Carlo di Stolberg-Gedern         |  |  |       |  |  |                                       |  |  |                                       |  |
|                                         |                                                 | 10. Cristiano Carlo di Stolberg-Gedern                 | 21. Luisa di Nassau-Saarbrücken               |  |  |       |  |  |                                       |  |  |                                       |  |
| 5. Luisa di Stolberg-Gedern             |                                                 | 10. Cristiano Carlo di Stolberg-Gedern                 |                                               |  |  |       |  |  |                                       |  |  |                                       |  |
|                                         |                                                 | 11. Eleonora di Reuss-Lobenstein                       | 22. Enrico II di Reuss-Lobenstein             |  |  |       |  |  |                                       |  |  |                                       |  |
|                                         |                                                 | 11. Eleonora di Reuss-Lobenstein                       | 22. Enrico II di Reuss-Lobenstein             |  |  |       |  |  |                                       |  |  |                                       |  |
|                                         |                                                 | 11. Eleonora di Reuss-Lobenstein                       | 23. Giuliana Dorotea Carlotta di Hochberg     |  |  |       |  |  |                                       |  |  |                                       |  |
| 1. Eugenio di Württemberg               |                                                 | 11. Eleonora di Reuss-Lobenstein                       |                                               |  |  |       |  |  |                                       |  |  |                                       |  |
|                                         | 12. Carlo Augusto Federico di Waldeck e Pyrmont | 24. Federico Antonio Ulrico di Waldeck e Pyrmont       |                                               |  |  |       |  |  |                                       |  |  |                                       |  |
|                                         | 12. Carlo Augusto Federico di Waldeck e Pyrmont | 24. Federico Antonio Ulrico di Waldeck e Pyrmont       |                                               |  |  |       |  |  |                                       |  |  |                                       |  |
|                                         | 12. Carlo Augusto Federico di Waldeck e Pyrmont | 25. Luisa del Palatinato-Zweibrücken-Birkenfeld        |                                               |  |  |       |  |  |                                       |  |  |                                       |  |
| 6. Giorgio I di Waldeck e Pyrmont       | 12. Carlo Augusto Federico di Waldeck e Pyrmont |                                                        |                                               |  |  |       |  |  |                                       |  |  |                                       |  |
|                                         |                                                 | 13. Cristiana Enrichetta del Palatinato-Zweibrücken    | 26. Cristiano III del Palatinato-Zweibrücken  |  |  |       |  |  |                                       |  |  |                                       |  |
|                                         |                                                 | 13. Cristiana Enrichetta del Palatinato-Zweibrücken    | 26. Cristiano III del Palatinato-Zweibrücken  |  |  |       |  |  |                                       |  |  |                                       |  |
|                                         |                                                 | 13. Cristiana Enrichetta del Palatinato-Zweibrücken    | 27. Carolina di Nassau-Saarbrücken            |  |  |       |  |  |                                       |  |  |                                       |  |
| 3. Matilde di Waldeck e Pyrmont         |                                                 | 13. Cristiana Enrichetta del Palatinato-Zweibrücken    |                                               |  |  |       |  |  |                                       |  |  |                                       |  |
|                                         |                                                 | 14. Cristiano Günther III di Schwarzburg-Sondershausen | 28. Augusto di Schwarzburg-Sondershausen      |  |  |       |  |  |                                       |  |  |                                       |  |
|                                         |                                                 | 14. Cristiano Günther III di Schwarzburg-Sondershausen | 28. Augusto di Schwarzburg-Sondershausen      |  |  |       |  |  |                                       |  |  |                                       |  |
|                                         |                                                 | 14. Cristiano Günther III di Schwarzburg-Sondershausen | 29. Carlotta Sofia di Anhalt-Bernburg         |  |  |       |  |  |                                       |  |  |                                       |  |
| 7. Augusta di Schwarzburg-Sondershausen |                                                 | 14. Cristiano Günther III di Schwarzburg-Sondershausen |                                               |  |  |       |  |  |                                       |  |  |                                       |  |
|                                         |                                                 | 15. Carlotta Guglielmina di Anhalt-Bernburg            | 30. Vittorio Federico di Anhalt-Bernburg      |  |  |       |  |  |                                       |  |  |                                       |  |
|                                         |                                                 | 15. Carlotta Guglielmina di Anhalt-Bernburg            | 30. Vittorio Federico di Anhalt-Bernburg      |  |  |       |  |  |                                       |  |  |                                       |  |
|                                         |                                                 | 15. Carlotta Guglielmina di Anhalt-Bernburg            | 31. Albertina di Brandeburgo-Schwedt          |  |  |       |  |  |                                       |  |  |                                       |  |
|                                         |                                                 | 15. Carlotta Guglielmina di Anhalt-Bernburg            |                                               |  |  |       |  |  |                                       |  |  |                                       |  |

## Onorificenze
- Ordine della corona del Württemberg